# ДП-С
ДП-С (Дизель-поезд для Сербии) — экспортная модель дизель-поезда производства завода ОАО «Метровагонмаш», модернизированный вариант серии РА2. Эта модель дизельного состава, в отличие от РА1 и РА2, позиционируется производителем как дизель-поезд.
Заводское обозначение — модель 750.25. По системе обозначений Железных дорог Сербии (ЖС) состав получил обозначение серии 711 (ЖС 711), а также прозвище, в переводе на русский язык означающее «россиянка», или «русская» (серб. «рускиња»).

## История

### Разработка и выпуск
В начале 2000-х годов в Сербии возникла потребность в новом подвижном составе в связи с моральным и физическим износом существующего. К 2010 году правительство Сербии выделило средства на приобретение нового подвижного состава.
Для определения поставщика дизельного МВПС был объявлен тендер, который и был выигран заводом ОАО «Метровагонмаш». Помимо ОАО «Метровагонмаш» в тендере принимали участие испанский производитель подвижного состава CAF (Construcciones y Auxiliar de Ferrocarriles, г. Беасайн), хорватский TŽV Gredelj (Tvornica željezničkih vozila Gredelj, г. Загреб) и словацкая компания ŽOS Vrútky a.s. (г. Врутки). Наряду с ценовым предложением, при выборе победителя тендерная комиссия принимала во внимание опыт производителей в области разработки и производства дизель-поездов.
В 2011 — 2012 годах завод выполнил заказ Железных дорог Сербии на поставку 12 двухвагонных дизель-поездов, которые и получили обозначение ДП-С (ЖС 711).
В октябре 2014 был подписан контракт о поставке для ЖС ещё 27 дизель-поездов, а также запчастей к ним.
В 2015 году были построены ещё четыре двухвагонных поезда ДП-С; остальные 23 состава построены в 2016 году. В конце того же года Метровагонмаш завершил поставку всех поездов этой партии в Сербию.
Таким образом, всего за период с 2011 по 2016 год было построено 39 составов ДП-С, состоящих из двух моторных головных вагонов (Мг).
| Сведения о постройке дизель-поездов ДП-С | Сведения о постройке дизель-поездов ДП-С | Сведения о постройке дизель-поездов ДП-С |
| Год выпуска                              | Количество выпущенных дизель-поездов     | Номера выпущенных дизель-поездов         |
| ---------------------------------------- | ---------------------------------------- | ---------------------------------------- |
| 2011                                     | 1                                        | 001/002                                  |
| 2012                                     | 11                                       | 003/004—023/024                          |
| 2015                                     | 4                                        | 025/026—031/032                          |
| 2016                                     | 23                                       | 033/034—077/078                          |

- Кузова вагонов дизель-поездов ДП-С в цехе завода Метровагонмаш
- Готовый ДП-С на заводских путях (с тележками широкой колеи)
- Транспортирование двух ДП-С через Польшу электровозом PKP EU07

### Эксплуатация
Первый состав ДП-С отправился в показательный рейс по маршруту Белград — Вршац 6 марта 2012 года.
8 ноября 2012 года в присутствии представителей власти и Сербской православной церкви началась эксплуатация поездов на маршруте Ниш — Прокупле — Куршумлия. Жители Прокупле дали поезду ещё одно имя — «Галина».
В конце декабря 2012 года состоялся торжественный ввод в эксплуатацию ДП-С на линии Суботица — Сомбор. Согласно установленному тогда расписанию движения, в сутки поезда отправлялись четыре раза из Суботицы в Сомбор и четыре раза в обратном направлении.
В феврале 2013 года началось движение на линии Суботица — Канижа, а 26 марта того же года в присутствии генерального директора Железнице Србије Драголюба Симоновича состоялся ввод в эксплуатацию ДП-С на линии Рума — Шабац. Это был одиннадцатый поезд из первой партии 12 составов. По словам Драголюба Симоновича, после введения первых десяти составов объём превозок по сравнению с предыдущим периодом увеличился в среднем на 50 %, а на отдельных маршрутах на 80 %. В отзывах пассажиров о новых поездах отмечаются высокое качество, а также точность движения по расписанию.
Последний (двенадцатый) состав из этой партии был официально введён в эксплуатацию в конце июля 2013 года на линии Нови-Сад — Оджаци — Сомбор — Суботица.
В 2015 году ЖС разделились на четыре компании. Составы ДП-С стали эксплуатироваться пассажирской компанией «Србија воз» (букв. «Сербия поезд»).
Составы ДП-С по состоянию на 2016 год базировались в депо Вршац, Зренянин, Заечар, Лапово, Сомбор, Рума, курсируя на маршрутах Вршац — Белград, Зренянин — Белград, Зренянин — Кикинда, Сомбор — Суботица, Рума — Шабац, Кралево — Лапово, Кралево — Ягодина, Кралево — Пожига, Кралево — Косовска-Митровица-Север, Ниш — Димитровград и Ниш — Заечар. Среднее расстояние между остановками поездов составляет около 5 км, максимальная эксплуатационная скорость на большинстве участков в зависимости от маршрута — от 60 до 100 км/ч. Часть маршрутов обслуживается сдвоенными составами из четырёх вагонов, сцепленными по системе многих единиц.
В 2019 году представители СМИ взяли интервью у имеющих отношение к ДП-С в Сербии.  Пассажиры отмечают высокий уровень комфорта и значительную разницу со старыми вагонами. Машинисты также оставили о новых составах положительные отзывы. Важной особенностью их эксплуатации также является предусмотренная контрактом консультативная поддержка эксплуатанта специалистами ОАО «Метровагонмаш», в том числе присутствующими на постоянной основе в Сербии, благодаря чему поезда не требуется отправлять в Россию. По результатам гарантийной эксплуатации коэффициент надёжности составил 98,92.
При подготовке поездов к рейсу применяется так называемая «теория разбитых окон», суть которой — не выпускать состав при наличии хотя бы одного рисунка. Быстрое удаление краски хулиганов обеспечивается покрытием антиграффити.
Некоторые проблемы возникали при аномально тёплой погоде: при воздействии солнечных лучей температура состава превышала порог +40℃, до которого разрешена эксплуатация поезда, что приводило к перегреву двигателей. Однако позже проблема была решена.
В будущем планируется оснастить составы системой автостопа (активирующей тормоза при проезде на запрещающий сигнал).

#### Именной поезд «Косово — это Сербия»
В начале 2017 года по инициативе правительства Сербии руководство Сербских железных дорог приняло решение о запуске поезда ДП-С в Северное Косово в качестве экспресса по маршруту Белград — Косовска-Митровица-Север с промежуточными остановками Младеновац, Лапово, Кралево и Рашка. С учётом напряжённой политической ситуации в регионе Косово и в городе Косовска-Митровица ввиду территориального спора между Сербией и Республикой Косово, в период с 14 января по 26 февраля было решено осуществлять пассажироперевозки в тестовом режиме раз в неделю туда-обратно: с отправлением поезда со станции Косовска-Митровица-Север в пятницу вечером и из Белграда в воскресенье утром для принятия окончательного решения о дальнейшем сохранении маршрута.
Специально для эксплуатации на маршруте был выделен поезд ДП-С №073/074, который было решено оформить в качестве именного. Снаружи борта поезда были оклеены цветной плёнкой со стилизованным изображением волнистых линий в виде сербского флага  (красный, синий и белый цвета), на которых белыми буквами нанесены надписи: с одной стороны поезда заглавными буквами нанесены тексты «КОСОВО — ЭТО СЕРБИЯ» на 21 языке мира (включая сербский и албанский), а с другой — названия сербских монастырей Косова и Метохии на сербском языке. Оформление салона поезда посвящено культурному религиозному наследию Сербии: на потолок и стены наклеены постеры с изображениями самых известных фресок и узоров из четырёх сербских монастырей в Косове и Метохии, которые ранее находились на этой территории, но впоследствии были уничтожены косовскими албанцами, с приведением информационных текстов о них и о сербской культуре в целом.
14 января 2017 года на вокзале Белград-Главный состоялась церемония открытия маршрута, после чего поезд отправился в первый рейс вместе с представителями Сербской администрации края Косово и Метохия и журналистами. Однако запуск поезда вызвал протест со стороны албанских властей Республики Косово в Приштине, которые расценили намерение въезда на территорию республики поезда с националистическими наклейками как провокацию, посягающую на государственный суверенитет и территориальную целостность Республики Косово. В качестве ответной меры на границу Косова и Сербии были высланы отряды спецназа косовской полиции с целью недопущения пересечения поездом границы и задержания его пассажиров и машиниста в случае игнорирования требований об остановке. Кроме того, поступило сообщение о закладке бомбы на железнодорожный путь группировкой косовских албанцев, хотя впоследствии при осмотре пути взрывных устройств обнаружено не было. В связи с этим в целях безопасности поезд доехал только до предпоследней станции Рашка, находящейся на территории Сербии, и затем вернулся в Белград. Произошедшее вызвало политический скандал с обеих сторон и обострение отношений между правительствами Сербии и республики Косово.
В итоге во избежание дальнейшего конфликта курсирование именного поезда «Косово — это Сербия» из Белграда в северную Косовску-Митровицу было отменено, а сам поезд переведён на другие маршруты. Во второй половине января 2017 года он курсировал по маршруту Кралево — Ужице, а с февраля был переведён на маршрут Белград — Вршац. При этом пригородный маршрут Кралево — Косовска-Митровица-Север, обслуживаемый обычным составом ДП-С, продолжил функционирование в обычном режиме.

## Общие сведения
Дизель-поезд ДП-С поставляется для пригородных пассажирских перевозок на железных дорогах с шириной колеи 1435+30 −5 мм и соответствует габаритам железных дорог Европы. Поезд состоит из двух головных моторных вагонов; ввиду отсутствия у каждого вагона второй кабины машиниста и двери межвагонного перехода такая составность является минимальной. Производителем заявлена возможность эксплуатации двух таких поездов по системе многих единиц (четырёхвагонная составность). При этом в проекте системы управления поездом ДП-С была заложена возможность управления составом с любым числом вагонов от одного до шести, то есть до трёх двухвагонных ДП-С, причём вагоны могут управляться по отдельности без пары. Срок эксплуатации поезда 30 лет.

### Технические характеристики
Основные параметры двухвагонного дизель-поезда ДП-С:
- Осевая формула:
  - в формате UIC — B’2’-2’B’;
  - в формате советской и российской системы — (20-2)+(2-20)[Комм 1];
- Размеры:
  - длина состава по буферам — 2 × 22 325 = 44 650 мм;
  - шкворневая база вагона — 15 000 мм;
  - ширина по кузову — 2900 мм;
  - высота по крыше — 3750 мм;
  - высота оси буферов — 1050 мм;
  - высота уровня пола — 1290 мм;
  - ширина дверного проёма — 1300 мм;
  - колёсная база тележек — 2150 мм;
  - ширина колеи — 1435 мм;
- Массовые характеристики:
  - порожняя масса — 2 × 44 = 88 т;
  - расчётная масса — 2 × 54 = 108 т;
  - максимальная масса — 2 × 57,5 = 115 т;
  - максимальная нагрузка на ось — 15 тс;
- Пассажировместимость:
  - максимальное число пассажиров — 246 (при населённости 4 чел/м²);
  - число сидячих мест:
    - в вагоне с санузлом — 56 (в том числе 10 откидных);
    - в вагоне без санузла — 64;
- Тяговые характеристики:
  - мощность:
    - двигателей — 2 × 360 кВт;
    - тяговая — 2 × 250 кВт;

  - скорость:
    - конструкционная — 120 км/ч;
    - максимальная эксплуатационная — 100 км/ч;

  - начальное ускорение — 0,7 м/с² (до скорости 20 км/ч);
  - длина тормозного пути — не более 700 м (для экстренного торможения при максимальной массе);
  - запас хода по топливу без дозаправки — не менее 1000 км.

### Нумерация и маркировка
Каждый вагон состава получает свой трёхзначный номер. Первоначально номер одного вагона имел формат 0ХХ, а другой — 1ХХ, где ХХ можно было условно назвать номером всего состава. Например, первый образец имел маркировку вагонов 711-001 и 711-101, второй 711-002 и 711-102. Затем нумерация вагонов стала сквозной. Первый образец промаркирован 711-001 и 711-002, второй 711-003 и 711-004 и так далее. Если требуется указать номер не отдельного вагона, а всего состава, обычно применяется запись через дробь (например, ЖС 711-003/004 — для второго образца ДП-С).
Маркировка выполняется на кабине спереди между буферными фонарями (над автосцепкой) и по левому борту каждого вагона под окном кабины. Полная маркировка содержит сетевой номер вагона, содержащий 12 цифр, где серия и номер выделяются подчёркиванием. Например, маркировка вагона ЖС 711-003 выглядит следующим образом: 95 72 5 711 003-2. На борту вагона под сетевым номером может быть указана осевая формула состава в формате UIC: B’2’-2’B’.

## Конструкция
При проектировании за основу была взята конструкция состава РА2; на это указывает и заводское обозначение модели. В отличие от РА2, поезд имеет тележки европейской колеи 1435 мм, другой кузов, иной блок кабины управления. Также в составе ДП-С отсутствуют промежуточные вагоны.

### Кузов
Каждый вагон является головным и имеет металлический сварной кузов с одной кабиной управления. Другой конец каждого вагона оборудован коридором с герметичным межвагонным переходом-гармошкой. Межвагонный переход занимает большую часть пространства между сцеплёнными вагонами и обеспечивает безопасный проход пассажиров и бригады, не пропуская в салон холод и осадки. Вагоны поезда сцепляются жёсткой сцепкой, расположенной под межвагонным переходом.
Лобовая часть кабины машиниста имеет небольшой наклон с боковыми обводами, расположенными под углом к передней части кабины, сверху она имеет изгиб, плавно переходящий в крышу. Лобовое стекло имеет трапецевидную форму с сужением внизу и оборудовано стеклоочистителем, по бокам от основания которого под стеклом расположены розетки для соединения электрических цепей двух поездов по системе многих единиц. В нижней части кабины по центру расположена винтовая сцепка европейского образца для возможности сцепления с другим подвижным составом и два шланга пневмомагистралей, а по краям от неё под буферными фонарями — два буфера.
Кабина оснащена круглым прожектором (изначально — светодиодным), расположенным над лобовым стеклом, двумя круглыми светодиодными буферными фонарями, симметрично расположенными по краям лобовой части на уровне между низом лобового стекла и буферами по краям, а также маршрутным указателем. Прожектор имеет два режима работы: слабого и яркого свечения. Буферные фонари имеют интегрированные в одном корпусе белые и красные светодиоды и могут гореть как белым светом (для обозначения головы поезда), так и красным (для обозначения хвоста поезда). Маршрутный указатель кабины расположен в нижней части лобового стекла, информация на нём отображается чёрно-жёлтыми элементами типа flip-dot и видна в любое время суток.
Боковые стены вагонов гладкие и вертикальные с небольшими наклонными скатами в верхней части перед крышей. С каждого борта вагона имеются пассажирские окна двух размеров и окно кабины. После окна кабины расположено малое окно, затем три больших. Далее, после дверного проёма, расположены ещё четыре больших окна и — рядом с межвагонным переходом — последнее малое. Исключение составляет левый борт вагона с туалетом — на месте санитарного блока отсутствует второе большое окно, считая от дверного проёма. Для возможности увидеть маршрут сбоку за некоторыми оконными стёклами салона имеются боковые маршрутные указатели с чёрно-жёлтыми элементами, конструктивно схожие с применяемыми в лобовой части. Стены, потолок и пол имеют звуко- и теплоизоляцию.
Дверные проёмы с обеих сторон оснащены автоматическими двустворчатыми пассажирскими дверями. Дверные створки прислонно-сдвижного типа с электроприводом и системой противозажатия. Управление дверями производится машинистом из кабины, а также пассажирами с помощью кнопок, расположенных на левой створке (снаружи) и на стенке рядом с каждой дверью (изнутри) при включенном машинистом режиме открытия по требованию пассажиров и стоянке поезда. После закрытия дверей их блокировка производится дистанционно. При этом блокировку можно снять вручную, если скорость состава не превышает 5 км/ч. Вход машиниста в кабину производится через пассажирский салон (отдельные наружные двери и служебные тамбуры отсутствуют). Посадка пассажиров возможна как с высоких, так и с низких платформ, а также с земли. Для возможности посадки с земли и с низких платформ предусмотрены ступеньки, имеющие две неподвижные внутренние (салонные) и две подвижные наружные подножки, складывающиеся при закрытии дверей.
Крыша вагонов имеет плоскую форму. В передней части крыши над кабиной машиниста установлен кондиционер кабины и двухтональная сирена с электропневматическим управлением по бокам от него; в средней и задней части крыши установлены кондиционеры пассажирского салона.
Корпуса вагонов имеют специальное покрытие (антиграффити), позволяющее без проблем удалять нанесённые распылёнными красками вандальные надписи и рисунки.
- Дизель-поезд ЖС 711-023/024 на линии «Шабац-Рума»
- Дизель-поезд ЖС 711-003/004 на станции Вршац
- Дизель-поезд ЖС 711-023/024 на станции Шабац. Вагон 711-024, вид сбоку
- Дизель-поезд ЖС 711-025/026.
Межвагонный переход и сцепка. Также видны части неприводных тележек.

### Тележки
Каждый вагон поезда опирается на две двухосные тележки с двухступенчатым рессорным подвешиванием, по конструкции близкие к тележкам дизель-поездов РА2. Передние тележки головных вагонов являются приводными (тяговыми), а задние — неприводными (поддерживающими). Тележки состоят из рамы, колёсных пар, тяги и подвески, у приводных тележек также имеются осевые редукторы.
Рама тележки представляет собой замкнутую сварную конструкцию, состоящую из двух поперечных (боковых) и трёх продольных балок. В первой ступени рессорного подвешивания рама тележки опирается на колёсные пары через буксы и пружины. Каждая букса имеет вид балансира, который со стороны середины тележки крепится к раме через резино-металлический шарнир, а с противоположной воспринимает усилие от рамы через витую пружину. Во второй ступени кузов опирается на раму каждой тележки через две пневморессоры, установленные по центру боковых балок, а также центральный шкворень. Для смягчения вибраций параллельно буксовым пружинам, а также слева от каждой пневморессоры установлены гидравлические гасители колебаний (по два с каждой стороны тележки в первой ступени и по одному во второй). По бокам от колёс установлены колодочные тормоза с пневматическим приводом, на приводных тележках имеется система подачи песка.

### Силовая установка
В каждом вагоне имеется своя силовая установка, размещённая на вибропоглощающем креплении под кузовом в передней части вагона. Она состоит из дизельного двигателя МТU 6H 1800 R83P и гидродинамической передачи Voith T211 re.4.
Дизельный двигатель МТU 6H 1800 R83P четырёхтактный с шестью цилиндрами, расположенными в один ряд. Двигатель рассчитан на питание дизельным топливом, соответствующим стандарту EN 590; по уровню выброса выхлопных газов он соответствует европейским стандартам EU IIIA и EPA Tier 3. Диаметр каждого цилиндра —  128 мм, ход поршня — 166 мм, рабочий объём двигателя — 12,8 л, номинальная мощность — 360 кВт (483 л.с.), частота вращения при номинальной мощности — 1800 об/мин, крутящий момент — 2200 Н*м. Система охлаждения дизеля — жидкостная с гидростатическим приводом в виде углового поршневого насоса с дозирующим клапаном, регулирующим скорость циркуляции охлаждающей жидкости. Двигатель имеет турбонаддув, обеспечиваемый двухцилиндровым поршневым турбокомпрессором, нагнетающим воздух под давлением 10 бар и имеющим производительность 930 л/мин при частоте вращения 1900 об/мин.
Гидродинамическая передача Voith T211 re.4 расположена между дизелем и передней тележкой. Она осуществляет соединение дизеля с колёсными парами ведущей тележки в режиме тяги без сплошной жёсткой связи с передачей усилия через турбинное масло и разъединяет их при стоянке поезда или его следовании не в режиме тяги. Вращающий момент в гидропередаче передаётся к осям тележек через карданный привод. Гидропередача имеет гидравлический тормоз-замедлитель KB190 и электрогидравлическое управление. Длина корпуса гидропередачи — 1130 мм, ширина — 1095 мм, высота — 675 мм. Масса гидропередачи — 900 кг, запас масла — 75 л, максимальный крутящий момент вала — 800 Н*м.

### Электрооборудование
Энергоснабжение дизель-поезда ДП-С осуществляется от электрического генератора, приводимого дизелем, а также аккумуляторной батареи, питающей цепи управления и освещения при выключенном дизеле и имеющей номинальное напряжение 24 В. Генератор имеет мощность 70 кВА, вырабатывая трёхфазный переменный ток номинального напряжения 400 В и частоты 50 Гц. Для электропитания низковольтных цепей и подзарядки аккумуляторной батареи используется специальный преобразователь, понижающий напряжение генератора до 27 В и выпрямляющий его. Запуск дизеля осуществляется стартёром, получающим при этом питание от аккумуляторной батареи. При необходимости полноценного питания электромашин и подзарядки аккумуляторной батареи при выключенных дизелях возможно подсоединение к поезду внешнего источника питания трёхфазного переменного тока номинального напряжения 380 — 400 В, при этом во избежание замыкания в сети из-за разности фаз напряжения на генераторе и внешнем источнике питания запуск дизеля не допускается.
Электрические цепи и цепи управления поездом спроектированы конструкторским бюро «Метроспецтехника». Основная стойка электрооборудования расположена в левом шкафу за кабиной машиниста; в шкафах в середине пассажирского салона установлены панель управления вагона и панель защиты кондиционеров и электрооборудования салона; в технологической нише пульта машиниста размещён блок защиты низковольтных цепей и цепи управления. Распределительный блок 380В/24В находится в специальном контейнере под кузовом вагона, как и аккумуляторная батарея.

### Тормозное оборудование
На поезде применено тормозное оборудование производства немецкой компании Knorr-Bremse. Для нагнетания сжатого воздуха в пневмомагистрали на каждом вагоне установлен безмасляный компрессор VV80-T. Устройства экстренного торможения расположены в кабинах машиниста и в пассажирских салонах (рядом с каждой входной дверью). Машинист может отсрочить действие этих устройств.
Тормозное оборудование имеет следующие особенности:
- возможность автоматического переключения с гидравлического тормоза на фрикционный при скорости ниже 25 км/ч;
- предусмотрено постепенное торможение;
- предусмотрено отключение электропневматического тормоза из кабины машиниста;
- принудительное торможение в автоматическом режиме при нарушении целостности пневматических магистралей;
- принудительное торможение в автоматическом режиме при срабатывании устройства контроля бдительности машиниста;
- наличие системы противоюза (не позволяющей проскальзывание колёсных пар при движении и торможении состава);
- наличие автоматического аккумулирующего пружинного тормоза с возможностью управления из любой кабины.

### Интерьер

#### Пассажирский салон

##### Планировка и сиденья
Пассажирский салон каждого вагона поезда имеет центральный проход, по бокам от которого размещены пассажирские сиденья. В целом планировка салона поездов ДП-С схожа с планировкой головных вагонов дизель-поездов РА2, но отличается удлинённым салоном в передней части за счёт отсутствия служебного тамбура кабины машиниста, более широким бездверным межвагонным переходом, смещённым на один оконный проём санитарным блоком, а также планировкой сидений. В салоне двухвагонного состава имеются 120 сидений 2 класса, включая 46 стационарных и 10 откидных в вагоне с туалетным блоком и 64 стационарных в вагоне без туалета. Ширина прохода между стационарными сиденьями — 0,65 м. Салоны двух вагонов в составе различаются по количеству мест и планировке, что обусловлено наличием санузла и зоны для размещения колясок и багажа в одном из них.
В середине салона каждого вагона располагается зона входа и выхода с двустворчатыми пассажирскими дверями по обеим сторонам, разделяющая салон на две части. В отличие от дизель-поезда РА2, служебный тамбур между кабиной и салоном отсутствует, а его пространство напротив передних узких окон занимает пассажирский салон увеличенной длины. Передняя часть салона занимает пространство напротив одно узкого и трёх широких окон; спереди она ограждена от кабины машиниста сплошной стеной-перегородкой с дверью в кабину и двумя шкафами для электрооборудования (слева) и пневмооборудования (справа), а сзади от зоны входа — двумя шкафами с оборудованием напротив зоны сидений, между которыми по центру имеется сквозной проход. Задняя часть салона более длинная и занимает пространство напротив четырёх широких и одно узкого окна, от зоны входа она отделена только тонкими прозрачными перегородками из стеклопластика, обеспечивающими теплоизоляцию основной части салона. Пространство обоих вагонов объединено широким герметичным межвагонным переходом без перегородок, обеспечивающим сквозной проход и позволяющим безопасно передвигаться по составу.
Стационарные сиденья представляют собой кресла с наклонными спинками и подлокотниками, которые устанавливаются по бокам от центрального прохода по два с каждой стороны (по схеме «2+2») лицом вдоль направления движения по рядам. Сиденья соседних рядов обращены друг к другу в противоположном направлении и расположены спинками друг к другу напротив перегородок между окнами и друг напротив друга в зоне напротив каждого окна, благодаря чему все пассажиры находятся в зоне окон. В зоне напротив больших окон с каждой стороны размещается по 4 сиденья (с обеих сторон окна), а напротив малых — по два (только с одной стороны окна). Откидные сиденья расположены в зоне санитарного туалетного блока спинками к боковым стенам, посадка пассажиров на них осуществляется поперёк салона лицом к середине прохода.
В вагоне без туалетного блока в передней части салона размещено 28 стандартных сидений (семь рядов), а в задней — 36 (девять рядов). В передней части салона в каждом нечётном ряду сиденья обращены вперёд в направлении кабины, а в каждом чётном — назад; в задней части салона наоборот сиденья нечётных рядов обращены назад в направлении межвагонного перехода, а чётных рядов — вперёд. Сиденья в первом и последнем ряду салона расположены в зоне узких окон напротив перегородки с кабиной машиниста либо ограждений межвагонного перехода соответственно, во всех в остальных рядах сиденья размещены в зоне широких окон друг напротив друга.
В вагоне с туалетом планировка передней части салона аналогична противоположному вагону (28 мест в виде семи четырёхместных рядов), в то время как в задней части салона она существенно отличается. Со стороны входных дверей расположен санитарный туалетный блок и 10 откидных сидений, а со стороны межвагонного перехода — 18 стационарных сидений. Вдоль левого борта вагона в зоне первого окна, считая от входных дверей, находятся два откидных сиденья, в зоне отсутствующего второго окна расположен туалетный блок, имеющий круглые стены и сдвижную дверь. Перед туалетным блоком возле откидных сидений установлена вертикальная спинка для пассажиров на инвалидных колясках, оборудованная ремнями для фиксации инвалидных кресел. Вдоль правого борта напротив туалета на протяжении трёх окон расположено восемь откидных сидений. Оставшееся пространство салона сзади занимают стандартные кресла, размещённые в пять рядов, включая четыре двусторонних ряда по четыре сиденья в каждом и один односторонний с двумя сиденьями, расположенный слева непосредственно за туалетом. Ориентация стационарных сидений в задней части салона такая же, как и у аналогично расположенных сидений в другом вагоне.

##### Отделка и приспособления
Стены и потолок вагона составлены из панелей молочно-белого цвета, пол в салоне имеет коричневый цвет. Тепло- и звукоизоляция стен, потолка и пола вагона препятствует их замерзанию и образованию конденсата. Для изоляции применены термоустойчивые материалы, выполненные из натурального сырья.
Сиденья имеют мягкую обшивку синего и голубого цвета и снабжены подлокотниками, а также поручнями на спинках возле прохода для стоячих пассажиров. Спинка возле туалетных блоков имеет обшивку серого цвета.
Санитарный туалетный блок оснащён умывальником и вакуумным туалетом, рассчитанным на использование лицами с ограниченными возможностями. Туалетный блок имеет серебристые металлические стены и зеркало перед умывальником.
Окна салона представляют собой стеклопакеты с резиновым уплотнением, имеющие скруглённые углы. Часть широких окон снабжена откидными форточками; другая часть широких окон, а также узкие, форточек не имеют и могут использоваться в качестве аварийных выходов. Рядом с широкими окнами без форточек на стенах размещены аварийные молотки для разбития стёкол при необходимости эвакуации. В зоне стационарных пассажирских кресел над окнами расположены решётчатые багажные полки, а под окнами по центру — небольшие полукруглые столики. Между окнами имеются крючки для одежды.
В пространстве откидных сидений багажные полки, крючки и столики отсутствуют. В зоне перед санитарным блоком между двумя парами откидных сидений, ближайшими к выходу, размещены крепления для велосипедов, а над сиденьями — вешалки.

##### Системы салона
Салон поезда оборудован системами отопления, кондиционирования и вентиляции. Система вентиляции расположена в потолочной части вагона, на крыше установлены кондиционеры. Воздухообмен осуществляется через небольшие круглые отверстия в потолке салона. Для обогрева салона вдоль стен напротив основных сидений установлены калориферы. Поддержание температуры обеспечивается автоматикой. Машинист может отключать эти системы из кабины управления.
Для освещения салона предусмотрены флуоресцентные лампы, расположенные на потолке в две линии. Для освещения тамбуров и межвагонного перехода первоначально устанавливались светильники с лампами накаливания (позднее заменены светодиодными). Освещение салона имеет три режима работы: полный, экономичный и аварийный.
Салон оснащён электронными системами визуального и звукового оповещения, пожаротушения и видеонаблюдения, а также передатчиками Wi-Fi для возможности беспроводного выхода в Интернет с мобильных устройств. По торцам вагонов над дверью входа в кабину и над межвагонным переходом расположены информационные светодиодные табло типа «бегущая строка» для отображения текущей или следующей станции и прочих объявлений, надпись высвечивается зелёным или красным цветом. Напротив части окон без форточек сверху подвешены электронные светодиодные маршрутные табло для информирования пассажиров на платформе о маршруте поезда. В корпус линии потолочных светильников в зазорах между ними установлены громкоговорители и датчики системы пожаротушения. Звуковые и визуальные сообщения для пассажиров могут выводиться в автоматическом режиме либо по команде персонала. По бокам от информационных табло встроены камеры видеонаблюдения. Вагоны оборудованы системой связи «пассажир — машинист». На перегородках в салоне предусмотрены места для схем маршрутов движения и прочей информации. На стенах возле входных дверей со стороны передней части вагона размещены кнопки для открытия автоматических дверей пассажирами.

#### Кабина управления
Кабина машиниста рассчитана на управление поездом в одно лицо. В передней части кабины по центру перед лобовым стеклом размещён пульт машиниста, напротив которого находится мягкое кресло машиниста, снабжённое подлокотниками. Справа от кресла машиниста имеется кресло меньших размеров для машиниста-инструктора или инспектирующего лица. Кабина имеет центральное лобовое стекло с опускаемой солнцезащитной шторкой сверху и маршрутоуказателем внизу, а также два боковых окна, снабжённых форточками. Для контроля обстановки за бортом состава предусмотрены зеркала заднего вида, оборудованные системой подогрева.
Пульт машиниста представляет собой столешницу дугообразной формы, опирающуюся на две технологические тумбы с оборудованием системы управления и пневматическим оборудованием по бокам кабины. Пульт состоит из двух основных частей, на каждой из которых размещено несколько приборных панелей. На горизонтальной части пульта машиниста, расположенной ближе к машинисту, размещены основные органы управления, включая рукоятку контроллера, клавиатуру и различные переключатели; имеются кнопки включения режима автоматического поддержания скорости от 40 до 100 км/ч с шагом в 10 км/ч. На наклонной дугообразной панели мониторинга установлены приборы контроля состояния поезда: по центру — стрелочный спидометр и панель системы безопасности, а слева и справа от них — два цифровых дисплея: слева — многофункциональный дисплей систем информирования, салонного видеонаблюдения и связи, справа — дисплей системы управления, отображающей основные эксплуатационные параметры и состояние систем поезда. Настройка мониторов обеспечивает удобное восприятие информации при любых условиях освещения. Справа от монитора системы управления расположены стрелочные манометры пневматической системы и несколько переключателей. Также в верхней части пульта установлен микрофон системы поездной связи с пассажирами. Часть переключателей размещена на лицевых панелях тумб с оборудованием под основной панелью пульта.
Каждая из двух кабин оборудована системами вентиляции, отопления и охлаждения. Кондиционер, обеспечивающий все три режима работы, расположен на крыше вагона. Система отопления имеет также подводящее отопительное устройство типа «жидкость-воздух» и электрокалорифер. Поддержание температуры при работе систем охлаждения и отопления автоматическое. В кабине установлены панели контроля защиты дизель-поезда и шкафы для дополнительного оборудования. Срабатывание системы пожаротушения сопровождается световыми и звуковыми сигналами в кабине.

### Изменения в конструкции
В конце 2015 года Метровагонмаш передал ЖС два состава из новой партии, имеющие некоторые конструктивные отличия от предыдущих составов. Доработка была проведена по желанию заказчика. В результате светодиодный прожектор был заменён на прожектор с галогеновыми лампами, светильники (над входными дверями и межвагонным переходом) с лампами накаливания заменены на светодиодные, изменилась направляющая радиусной двери санитарного блока, а также были доработаны форточки кабины машиниста и замки на двери кабины. В результате усилилась защита от вандалов. Кроме того, стали использоваться более доступные в Сербии расходные материалы.

### Комментарии
1. 1 2 3  Осевая формула советской системы, в отличие от системы UIC, не отражает наличие/отсутствие передачи между осями в тележке. При этом в данных по ДП-С и в маркировке на фото первого состава на сайте ОАО «Метровагонмаш» указана формула UIC Bo'2'-2'Bo', однако на более поздних ДП-С нанесена формула UIC B'2'-2'B', что больше похоже на правду: отсутствие буквы «o» говорит о наличии передачи между осями в тележке.
2. ↑  ЖС — серб. Железнице Србије, Железные дороги Сербии.
3. ↑  Республика Косово является частично-признанным государством, провозгласившем независимость от Сербии и не признаваемым Сербией. При этом северная часть Косово и города Косовска-Митровица населена в основном этническими сербами, не признающими власти Республики Косово и частично контролируемая обеими сторонами. Фактически по территории города проходит государственная граница, не признаваемая обеими сторонами, которые всю территорию края считают своей.
4. ↑  Станция Косовска-Митровица-Север расположена в сербской части города и является конечной для поездов Сербских железных дорог. В свою очередь главная станция в центре города, подконтрольном Республике Косово, является конечной для поездов Железных дорог Косова. Фактически обе станции выполняют роль пограничных.
5. ↑  У дизель-поездов РА2 на этом месте располагалась дверь служебного тамбура.